# Утакмице фудбалске репрезентације Мађарске 1989.
| Домаћин | Гост |

Фудбалска репрезентација Мађарске је током 1989. године одиграла девет званичних утакмица. У шест преосталих квалификационих утакмица за Светско првенство, Мађарска је остварила једну победу одиграла три утакмице нерешено и изгубил је две утакмице. Репрезентација је после два пораза и три ремија завршила на трећем месту са осам бодова. Из групе на Светско првенство су ишли даље Шпанија као прва са 13, а Северна Ирска са 12 бодова. После 1978, 1982. и 1986. године, мађарски тим је први пут елиминисан у квалификацијама.
Савезни селектор националног тима у овом периоду је био:
- Берталан Бичкеи (630 — 638.)

## Утакмице
| Мађарска | 0 : 0    | Република Ирска |
| -------- | -------- | --------------- |
|          | Извештај |                 |

| Мађарска                                   | 3 : 0 (0 : 0) | Швајцарска |
| ------------------------------------------ | ------------- | ---------- |
| Детари 22’ · Е. Ковач 36’ · З. Богнар. 74’ | Извештај      |            |

| Мађарска       | 1 : 1 (0 : 1) | Малта        |
| -------------- | ------------- | ------------ |
| Бода 49’ (пен) | Извештај      | 7’ К. Босути |

| Италија                                                  | 4 : 0 (1 : 0) | Мађарска |
| -------------------------------------------------------- | ------------- | -------- |
| Вијали 8’ · Р. Фери 53’ · Н. Бери 67’ · А. Карневале 77’ | Извештај      |          |

| Република Ирска                   | 2 : 0 (1 : 0) | Мађарска |
| --------------------------------- | ------------- | -------- |
| П. Мекграт 34’ · Т. Каскарино 80’ | Извештај      |          |

| Северна Ирска   | 1 : 2 (0 : 2) | Мађарска                     |
| --------------- | ------------- | ---------------------------- |
| Н. Вајтсајд 89’ | Извештај      | 13’ К. Ковач · 43’ Ђ. Богнар |

| Мађарска       | 2 : 2 (1 : 2) | Шпанија                 |
| -------------- | ------------- | ----------------------- |
| Пинтер 39’ 83’ | Извештај      | 31’ Салинас · 36’ Мичел |

| Мађарска    | 1 : 1 (0 : 0) | Грчка           |
| ----------- | ------------- | --------------- |
| Секереш 47’ | Извештај      | 52’ С. Борбокис |

| Шпанија                                                   | 4 : 0 (3 : 0) | Мађарска |
| --------------------------------------------------------- | ------------- | -------- |
| Маноло 8’ · Бутрагењо 25’ · Хуанито 40’ · Г. Фернандо 64’ | Извештај      |          |

## Голгетери у 1989.
| - Лајош Детари - Калман Ковач - Ђерђ Богнар - Атила Пинтер |

## Извори и спољашње везе
- Dénes Tamás-Rochy Zoltán. A 700. után. Rochy és Társa. ISBN 963-04-7169-8.
- Све утакмице репрезентације Мађарске
- Репрезентација Мађарске на фудбалској бази података
- Утакмице репрезентације Мађарске (1989)